# Râul Tilișeu
Râul Tilișeu este un curs de apă, afluent al râului Iapa. 

## Hărți
- Harta Munții Tarcău  Arhivat în 22 februarie 2010, la Wayback Machine.